# Ángel Garrido (tenis de mesa)
Ángel Garrido es un deportista español que compitió en tenis de mesa adaptado. Ganó una medalla de bronce en los Juegos Paralímpicos de Sídney 2000 en la prueba individual (clase 11).

## Palmarés internacional
| Juegos Paralímpicos | Juegos Paralímpicos | Juegos Paralímpicos | Juegos Paralímpicos |
| Año                 | Lugar               | Medalla             | Prueba              |
| ------------------- | ------------------- | ------------------- | ------------------- |
| 2000                | Sídney (Australia)  | Medalla de bronce   | Individual 11       |